# Повинності селян
Повинності селян — примусові обов'язки, які залежні селяни мали виконувати за користування землею.